# La calunnia
La calunnia (These Three) è un film del 1936 diretto da William Wyler.

## Trama
Karen Wright, dopo la laurea, apre un collegio femminile privato presso una cittadina del Massachusetts in società con la compagna di studi Martha Dobie e grazie ai fondi concessi loro dalla ricca signora Amelia Tilford.
Karen è prossima alle nozze con un medico, Joe Cardin, di cui però anche Martha si è innamorata.
Una delle studentesse è la nipote della signora Tilford, Mary, una ragazzina viziata e crudele, che mette nei guai le due insegnanti con le sue bugie, provocando un enorme scandalo. Alla fine sua nonna la costringerà a confessare la verità.

## Analisi
Il film è una versione adattata per il grande schermo del dramma teatrale di Lillian Hellman The Children's Hour (1934), in cui le due donne erano esplicitamente accusate di avere un rapporto lesbico. Lo stesso Wyler realizzerà nel 1961 il remake con Audrey Hepburn e Shirley MacLaine intitolato Quelle due (The Children's Hour). La prima versione, infatti, secondo il Codice Hays entrato in vigore tre anni prima, non poteva affrontare apertamente un tema omosessuale, dunque la calunnia riguarda l'interesse di una donna verso il fidanzato dell'altra. La seconda versione è invece più fedele al testo originario.

## Riconoscimenti
Premio Oscar 1937 - Nomination per la migliore attrice non protagonista a Bonita Granville.

## Curiosità
Nel remake l'attrice Miriam Hopkins interpreta Lily Mortar, la zia di Martha Dobie.

## Riprese
Parte del film fu girato a Los Angeles, all'UCLA, l'Università della California, e al Franklyn Canyon.

## Distribuzione
Il copyright del film, richiesto da Samuel Goldwyn, fu registrato il 9 marzo 1936 con il numero LP6l94.
Distribuito dalla United Artists, il film uscì nelle sale cinematografiche USA il 18 marzo 1936. Nei credit non viene mai menzionato il lavoro teatrale di Lillian Hellman su cui si basa la sceneggiatura né la pubblicità legata alla distribuzione della pellicola cita mai la commedia.